# Kleinbahn Jauer–Maltsch
| Bahnhof Maltsch 2008 |                                                                       |                             |                             |
| Kursbuchstrecke: | DR: 125n (1934) 130h (1939), 156 g (1944) PKP: 248 (1954), 315 (1975) |                             |                             |
| Streckenlänge: | 30,2 km                                                               |                             |                             |
| Spurweite: | 1435 mm (Normalspur)                                                  |                             |                             |
| |                                                                       |                             |                             |
| \| \| 0,0 \| Jauer Reichsbahnhof \| (pol. Jawor) \| \| \| 1,1 \| Semmelwitz nur Güterverkehr \| (pol. Zębowice) \| \| \| 2,7 \| Grögersdorf \| (pol. Grzegorzów Jaworski) \| \| \| 4,6 \| Ober Hertwigswaldau \| (pol. Snowidza Górna) \| \| \| 6,6 \| Nieder Hertwigswaldau \| (pol. Snowidza Dolna) \| \| \| \| Anst Zuckerfabrik, 0,7 km \| \| \| \| 9,8 \| Mertschütz \| (pol. Mierczyce) \| \| \| 11,3 \| Klein Wandriß \| (pol. Wądroże Małe) \| \| \| 13,6 \| Groß Wandriß \| (pol. Wądroże Wielkie) \| \| \| 16,1 \| Berndorf (Kr Liegnitz) \| (pol. Biernatki) \| \| \| 18,3 \| Prinsnig \| (pol. Brennik) \| \| \| 20,2 \| Groß Tinz-Dürschwitz \| (pol. Tyniec Legnicki) \| \| \| 22,4 \| Royn \| (pol. Ruja) \| \| \| 25,4 \| Groß Läßwitz \| (pol. Lasowice Wrocławskie) \| \| \| 30,2 \| Maltsch Kleinbahnhof \| (pol. Malczyce) \| |                                                                       |                             |                             |
| Kopfbahnhof Streckenanfang (Strecke außer Betrieb) | 0,0                                                                   | Jauer Reichsbahnhof         | (pol. Jawor)                |
| Dienststation / Betriebs- oder Güterbahnhof (Strecke außer Betrieb) | 1,1                                                                   | Semmelwitz nur Güterverkehr | (pol. Zębowice)             |
| Bahnhof (Strecke außer Betrieb) | 2,7                                                                   | Grögersdorf                 | (pol. Grzegorzów Jaworski)  |
| Bahnhof (Strecke außer Betrieb) | 4,6                                                                   | Ober Hertwigswaldau         | (pol. Snowidza Górna)       |
| Haltepunkt / Haltestelle (Strecke außer Betrieb) | 6,6                                                                   | Nieder Hertwigswaldau       | (pol. Snowidza Dolna)       |
| Abzweig geradeaus und nach links (Strecke außer Betrieb) |                                                                       | Anst Zuckerfabrik, 0,7 km   | Anst Zuckerfabrik, 0,7 km   |
| Bahnhof (Strecke außer Betrieb) | 9,8                                                                   | Mertschütz                  | (pol. Mierczyce)            |
| Bahnhof (Strecke außer Betrieb) | 11,3                                                                  | Klein Wandriß               | (pol. Wądroże Małe)         |
| Bahnhof (Strecke außer Betrieb) | 13,6                                                                  | Groß Wandriß                | (pol. Wądroże Wielkie)      |
| Bahnhof (Strecke außer Betrieb) | 16,1                                                                  | Berndorf (Kr Liegnitz)      | (pol. Biernatki)            |
| Bahnhof (Strecke außer Betrieb) | 18,3                                                                  | Prinsnig                    | (pol. Brennik)              |
| Bahnhof (Strecke außer Betrieb) | 20,2                                                                  | Groß Tinz-Dürschwitz        | (pol. Tyniec Legnicki)      |
| Bahnhof (Strecke außer Betrieb) | 22,4                                                                  | Royn                        | (pol. Ruja)                 |
| Bahnhof (Strecke außer Betrieb) | 25,4                                                                  | Groß Läßwitz                | (pol. Lasowice Wrocławskie) |
| Kopfbahnhof Streckenende (Strecke außer Betrieb) | 30,2                                                                  | Maltsch Kleinbahnhof        | (pol. Malczyce)             |

Die Kleinbahn AG Jauer–Maltsch verband in Niederschlesien die von Liegnitz ausgehenden Staatsbahnstrecken nach Breslau und Schweidnitz miteinander.

## Geschichte

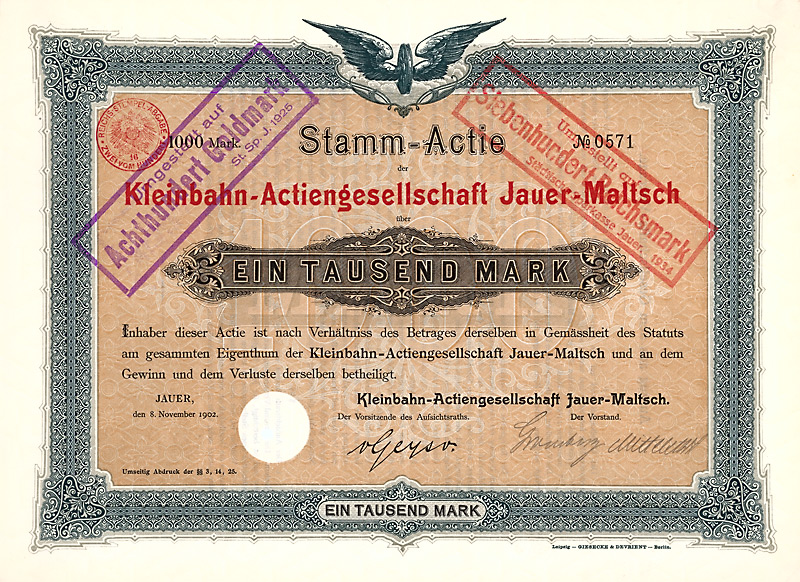
Aktie über 1000 Mark der Kleinbahn-AG Jauer-Maltsch vom 8. November 1902

Am 5. Oktober 1901 gründeten der preußische Staat, die Kreise Liegnitz und Jauer, die Stadt Jauer und weitere Interessenten sowie die Bahnbaugesellschaft Lenz & Co GmbH eine Kleinbahngesellschaft mit Sitz in Jauer.
Sie beschlossen den Bau einer 30 Kilometer langen normalspurigen Kleinbahn, die am 1. Oktober 1902 eröffnet wurde. Den Betrieb führte die Firma Lenz & Co, die in Jauer eine zentrale Werkstatt für ihre schlesischen Kleinbahnen einrichtete.
Sowohl der Personen- als auch der Güterverkehr waren bescheiden. Bis 1939 setzte man täglich drei Zugpaare ein; im Fahrplan für 1914 waren es am Mittwoch, Samstag und Sonntag sogar vier.
Im Zweiten Weltkrieg verringerte man das Angebot auf zwei Fahrten am Tage.
Der Gesellschaft standen 1939 drei Dampflokomotiven, vier Personen-, ein Pack- und 32 Güterwagen zur Verfügung.
In Jauer befand sich östlich des Ortes auch die Hauptwerkstatt für die Lenz-Bahnen.

## Strecke

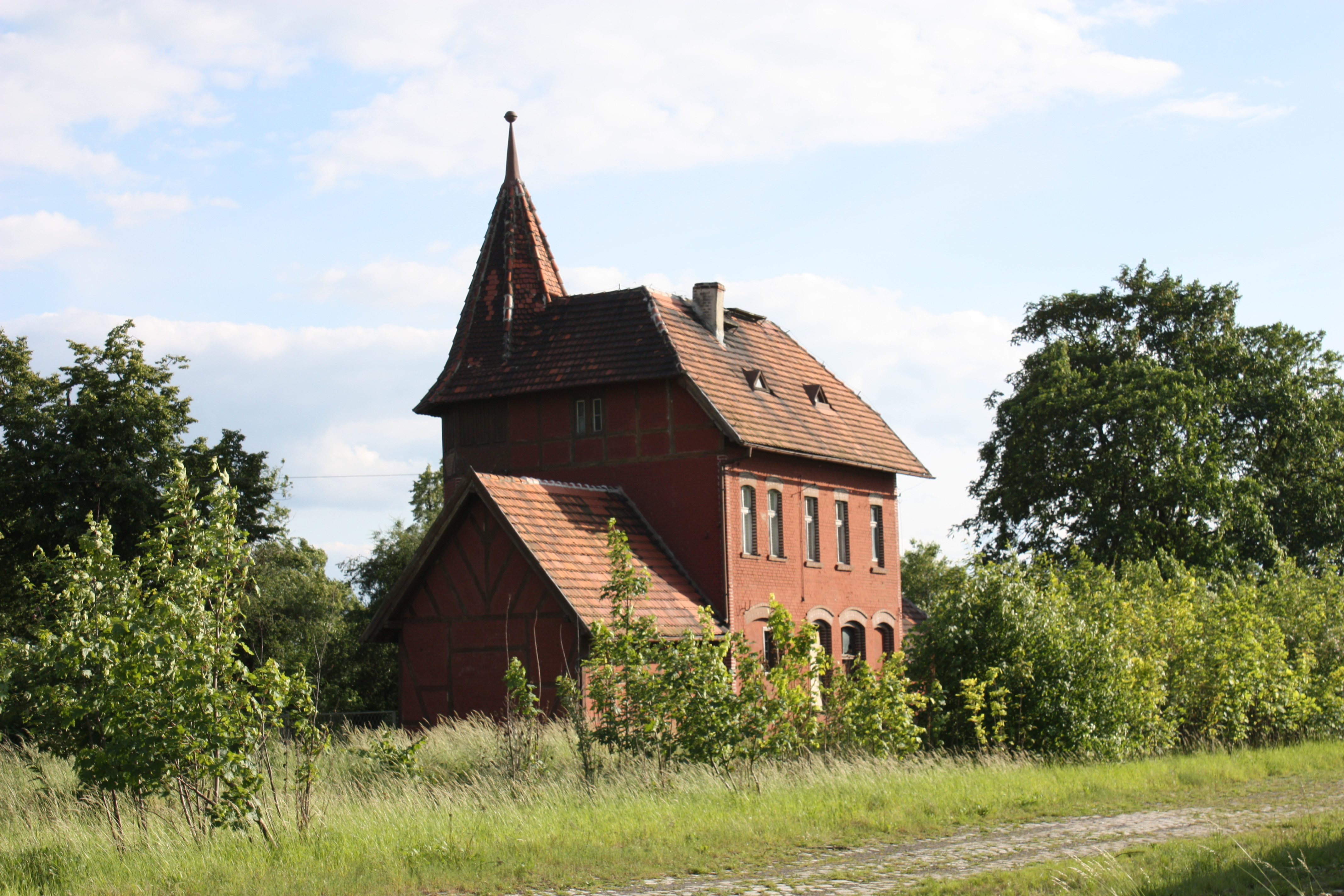
Bahnhof Mertschütz 2008

Ausgehend von der Kreisstadt Jauer (Jawor) führte die Strecke in nordöstlicher Richtung durch den Südostteil des Landkreises Liegnitz, der nicht durch andere Bahnlinien erschlossen war, nach dem kleinen Bahnknoten Maltsch an der Oder (Malczyce), der schon zum Landkreis Neumarkt gehörte. Dort war auch der Sitz der Bahnverwaltung.

## Bahnstrecke Malczyce–Jawor
Nach dem Zweiten Weltkrieg wurde die Bahnstrecke von Malczyce nach Jawor als Teil der Kursbuchstreckennummer 248 von den PKP weitergeführt. Bei einer Umstellung der Streckennummern wurde später die Nr. 315 verwendet. Der Personenverkehr wurde am 22. Juni 1975 eingestellt, die Einstellung des Güterverkehrs folgte am 1. Januar 2000. Die offizielle Entscheidung, die Strecke stillzulegen, folgte am 9. Oktober 2002.
Die Strecke ist wegen verschiedener Straßenbauprojekte nicht mehr vollständig vorhanden, allerdings lagen 2007 auf verschiedenen Streckenabschnitten noch die Gleise.